# Palabras para el desencuentro
Palabras para el desencuentro es una colección de 24 poemas escritos por Ernesto de la Peña, publicada por primera vez en 2005 por el Consejo Nacional para la Cultura y las Artes de México. También aparecen íntegros en el tercer tomo de su obra reunida (2007) y una selección en Ernesto para intrusos, antología de 2015. Eduardo Lizalde recuerda que el libro recopila poemas escritos y editados a lo largo de 50 años.  Vicente Quirate dice que en su poesía "hay hondura, reflexión y sabiduría conceptual. Pero sobre todo hay desgarramiento, pasión y entraña".
Su obra poética es intimista con referencias autobiográficas. "Cada verso es su biografía". Su tema es la pérdida, la muerte de su madre y su hermano, las rupturas amorosas. En el prólogo de Ernesto para intrusos, su antologista María Luisa Tavernier señala, "sus temas son pasiones desgarradas, naufragios amorosos, los eternos que duelen, desconciertan".
En el artículo de Vicente Quirate escrito para la revista Este país en ocasión de la presentación de Ernesto para instrusos destaca que el libro fue publicado en la colección Práctica mortal dedicada a promover poetas jóvenes consolidados a pesar de que de la Peña ya contaba con 74 años. En su revisión de la obra poética, Quirarte advierte que "sorprende la unidad de tono, el viento negro que sopla a lo largo de todo el libro, la luz que en medio del desastre se construye." Por su parte, María Luisa Tavernier comenta que "fluyen en sus versos imágenes de enorme fuerza y belleza."
Arturo Córdova describe en su ensayo sobre Ernesto de la Peña a un poeta que venció el miedo a detallar sus pérdidas, sobre todo la de su madre, su hermano Eleazar y algunos amores. Percibe una poesía que revela su interior, siendo muy carnal, directa y que no oculta sus pasiones.

## Poemas
1. Siete ausencias
2. Cuando fallece
3. Tres poemas de espera
4. Imagen
5. ¿Quién te sustituirá en mi corazón?
6. Et ego in Arcadia...
7. Réquiem
8. Así te vas por la vejez
9. Nenia
10. De ausencia
11. In memoriam
12. Poema del desconocimiento
13. Ritual
14. Tratabas de luchar a mano seca
15. La Condesa Imentrud
16. Vida de un libertino (III)
17. Vida de un libertino (IV)
18. Navegación de ida
19. Para dormirme, lullaby
20. Tal vez esto es la muerte
21. Otra vez caballero solitario
22. Anagnórisis
23. Rostro del hombre
24. Balada de ventrílocuo mudo